# Cystodictya morrowensis
Cystodictya morrowensis är en mossdjursart som beskrevs av Mather 1915. Cystodictya morrowensis ingår i släktet Cystodictya och familjen Cystodictyonidae. Inga underarter finns listade i Catalogue of Life.